# 佟珍
佟珍（1442年—？），字時貴，山東青州府人，遼東定遼中衛（在今辽宁省辽阳市）軍籍，明朝官员。進士出身。

## 生平
早年出身國子生，后中举山東鄉試第十二名。成化十一年（1475年）乙未科會試第二百四十二名，殿試登進士第三甲第二十七名。

## 家族
曾祖父佟成。祖父佟壽。父亲佟清。子佟應龍，正德进士。